# Santiago Aragón
Santiago Aragón Martínez (Malaga, 3 aprile 1968) è un ex calciatore spagnolo, di ruolo centrocampista.

## Carriera
Prodotto delle giovanili del Real Madrid, Aragón esordì a 16 anni con il Castilla e dopo tre stagioni esordì in prima squadra giocando una partita del campionato 1987-88 poi vinto dai blancos.
Venne ceduto in prestito nel 1988 all'Espanyol e nell'anno successivo al Logroñés.
Tornò a Madrid per il campionato 1990-1991, in cui giocò 17 partite e segnò un gol. L'anno successivo venne ceduto al Real Valladolid.
Nel 1992 passò al Real Saragozza con cui giocò undici stagioni e giocò più di 300 presenze, segnando 34 gol.
Vinse la Coppa delle Coppe 1994-1995 e due Coppe di Spagna. Nel 2003, al termine della stagione in Segunda División che vide la squadra aragonese promossa in massima serie, si ritirò.

## Palmarès

### Club

#### Competizioni nazionali
- Campionato spagnolo: 1

Real Madrid: 1987-1988
- Coppa di Spagna: 2

Real Saragozza: 1993-1994, 2000-2001
- Supercoppa di Spagna: 3

Real Madrid: 1990

#### Competizioni internazionali
- Coppa delle Coppe:

Real Saragozza: 1994-1995